# Scotopteryx crypsichroma
Scotopteryx crypsichroma är en fjärilsart som beskrevs av W. Warren 1907. Scotopteryx crypsichroma ingår i släktet backmätare, och familjen mätare. Inga underarter finns listade.